# Silene delicatula
Silene delicatula är en nejlikväxtart. Silene delicatula ingår i släktet glimmar, och familjen nejlikväxter.

## Underarter
Arten delas in i följande underarter:
- S. d. delicatula
- S. d. pisidica